# Wieniamin Sołdatienko
Wieniamin Wasiljewicz Sołdatienko (ros. Вениамин Васильевич Солдатенко, ur. 4 stycznia 1939 w Szkurowce w Kazachstanie, zm. 15 lipca 2023) – radziecki lekkoatleta chodziarz, medalista olimpijski, mistrz świata i Europy.
Specjalizował się w chodzie na 50 kilometrów. Na mistrzostwach Europy w 1969 w Atenach zdobył brązowy medal w tej konkurencji, za dwoma chodziarzami z Niemieckiej Republiki Demokratycznej, Christophem Höhne i Peterem Selzerem. Na mistrzostwach Europy w 1971 w Helsinkach ci sami zawodnicy stanęli na podium, ale w innej kolejności: zwyciężył Sołdatienko przed Höhne i Selzerem.
Na igrzyskach olimpijskich w 1972 w Monachium Sołdatienko zdobył srebrny medal, przegrywając z Berndem Kannenbergiem z Republiki Federalnej Niemiec, a wyprzedzając Larry’ego Younga ze Stanów Zjednoczonych. Na mistrzostwach Europy w 1974 w Rzymie zajął 5. miejsce.
Chód na 50 kilometrów nie znalazł się w programie igrzysk olimpijskich w 1976 w Montrealu. Zorganizowano wobec tego specjalne mistrzostwa świata w Malmö. Sołdatienko zwyciężył w nich, wyprzedzając Enrique Verę z Meksyku i Reimę Salonena z Finlandii i w ten sposób został pierwszym w historii mistrzem świata w lekkoatletyce.
Na mistrzostwach Europy w 1978 w Pradze Sołdatienko zdobył srebrny medal, za Hiszpanem Jordim Llopartem, a przed Janem Ornochem z Polski. Miał wówczas 39 lat.
Czterokrotnie brał udział w zawodach pucharu świata, zawsze w chodzie na 50 kilometrów, zajmując następujące miejsca: 1970 w Eschborn – 2. miejsce (za Christophem Höhne),  1973 w Lugano – 4. miejsce, 1975 w Grand-Quevilly – zdyskwalifikowany i 1977 w Milton Keynes – 4. miejsce.
5 października 1972 w Moskwie ustanowił rekord świata w chodzie na 50 000 metrów (na stadionie) czasem 4:03:42,6.
Sołdatienko był mistrzem ZSRR w chodzie na 50 kilometrów w latach 1969–1972, 1975 i 1976.